# Dissabte
El dissabte és el sisè dia de la setmana civil, o setè en el còmput antic i cristià. El nom «dissabte» prové del llatí sabbatum, i alhora de l'hebreu sàbat, el dia de descans jueu. Tot i que és així en la majoria de les llengües, l'anglès manté el sentit original en llatí i en alemany fa referència al dia anterior al dia del Sol, mentre que en altres llengües escandinaves significa el dia del senyor. S'abreuja com «ds».

## Orígens

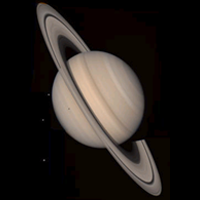
Dissabte rep el nom del planeta Saturn, que al seu torn va rebre el nom del déu romà Saturn

Entre els segles I i III dC, l'Imperi Romà va substituir gradualment el cicle de vuit dies romà nundinal per la setmana de set dies. L'ordre astrològic dels dies va ser explicat per Vettius Valens i Cassi Dió (i Chaucer va donar la mateixa explicació en el seu Tractat de l'astrolabi). Segons aquests autors, era un principi de l'astrologia que els cossos celestes presidien, en successió, les hores del dia. L'associació dels dies feiners amb les respectives divinitats és, per tant, indirecta, els dies reben el nom dels planetes, que al seu torn van ser nomenats per les divinitats.
Els pobles germànics van adaptar el sistema introduït pels romans, però van passar per alt els seus déus indígenes sobre les divinitats romanes en un procés conegut com a interpretatio germanica. En el cas de dissabte, però, el nom romà va ser manllevat directament pels pobles germànics occidentals, pel que sembla perquè cap dels déus germànics es considerava homòleg del déu romà Saturn. En cas contrari, el nòrdic antic i l'alt alemany antic no van manllevar el nom del déu romà (laugardagur islandès, Samstag alemany).
A l'Església Ortodoxa, els dissabtes són els dies en què es commemora la Theotokos (Mare de Déu) i Tots Sants, i el dia en què s'ofereixen especialment les pregàries pels difunts, en record que va ser un dissabte que Jesús va quedar mort a la tomba. L’Octoechos conté himnes sobre aquests temes, organitzats en un cicle de vuit setmanes, que es canten els dissabtes de tot l'any. Al final dels oficis del dissabte, l’acomiadament comença amb les paraules: «Que Crist, el nostre Déu Veritable, per la intercessió de la seva Puríssima Mare, dels sants, gloriosos i rectes màrtirs victoriosos, dels nostres reverends i divins Pares. …». Per als ortodoxos, el dissabte, amb l'única excepció del Dissabte Sant, mai és un dia de dejuni estricte. Quan cau un dissabte durant una de les èpoques de dejuni (Gran Quaresma, Dejuni de la Nativitat, Dejuni dels Apòstols, Dejuni de la Dormició) les regles del dejuni sempre es redueixen en certa manera. La Gran Festa de l’Exaltació de la Creu i la Decapitació de Sant Joan Baptista s'observen normalment com a dies de dejuni estrictes, però si cauen en dissabte o diumenge, el dejuni es redueix.

## Nom i associacions
Avui, dissabte té dos noms en alemany estàndard modern. La primera paraula, Samstag, s'utilitza sempre a Àustria, Liechtenstein i la part de parla alemanya de Suïssa, i s'utilitza generalment al sud i l'oest d'Alemanya. Deriva de l'antic alt alemany sambaztac, la primera part (sambaz) de la qual deriva del grec Σάββατο, sávvato i aquesta paraula grega deriva de l'hebreu שבת, Shabbat. Tanmateix, la paraula alemanya actual per a Sabbath és Sabbat. El segon nom del dissabte en alemany és Sonnabend, que deriva de l'antic alt alemany sunnunaband, i està estretament relacionat amb la paraula en anglès antic. Significa literalment "vigília de sol", és a dir, "El dia abans de diumenge". Sonnabend s'utilitza generalment al nord i l'est d'Alemanya, i també era el nom oficial de dissabte a l'Alemanya de l'Est. Fins i tot si aquests dos noms s'utilitzen regionalment de manera diferent, normalment s'entenen almenys de manera passiva a l'altra part.
En frisó occidental també hi ha dues paraules per a dissabte. En frisó de fusta és saterdei, i en frisó d'argila és sneon, derivat de snjoen, una combinació de sunne frisó antic, que vol dir sol i joen, que vol dir vigília.
En els dialectes de Westfàlia del baix saxó, en el frisó oriental baix saxó i en la llengua frisona de Saterland, dissabte s'anomena Satertag, també semblant al zaterdag holandès, que té les mateixes arrels lingüístiques que la paraula anglesa Saturday. Antigament, es pensava que el nom anglès es referia a una deïtat anomenada Sætere que era venerada pels pobles precristians del nord-oest d'Alemanya, alguns dels quals eren els avantpassats dels anglosaxons. Sætere va ser identificat com un déu associat a la collita de possible origen eslau, o un altre nom per a Loki una deïtat complexa associada tant al bé com al mal; aquest últim suggeriment pot ser degut a Jacob Grimm. Tanmateix, els diccionaris moderns deriven el nom de Saturn.
En la majoria de les llengües de l'Índia, dissabte és Shanivāra, vāra que significa dia, basat en Shani, el déu hindú manifestat al planeta Saturn. Alguns hindús dejunen els dissabtes per revertir els efectes nocius de Shani, així com resar i adorar la deïtat Hanuman. Al calendari solar tailandès de Tailàndia, el dia rep el nom de la paraula pali per a Saturn, i el color associat al dissabte és porpra. Al Pakistan, dissabte és Hafta, és a dir, la setmana. En idiomes de l'Índia oriental com el bengalí el dissabte s'anomena শনিবার, Shonibar que significa el dia de Saturn i és el primer dia de la setmana bengalí del calendari bengalí. Als països islàmics, els divendres es consideren l'últim o penúltim dia de la setmana i són festius juntament amb els dijous o dissabtes; dissabte es diu سبت, Sabt (afí a Sabbath) i és el primer dia de la setmana en molts països àrabs però l'últim dia en altres països islàmics com Indonèsia, Malàisia, Brunei, països de l'Àsia central.
En japonès, la paraula dissabte és 土曜日, doyōbi, que significa dia del sòl i s'associa amb 土星, dosei: Saturn (el planeta), que literalment significa estrella del sòl. De la mateixa manera, en coreà la paraula dissabte és 토요일, tho yo il, que també significa el dia de la terra. L'element Terra es va associar amb el planeta Saturn en l'astrologia i la filosofia xineses.
El nom maori modern del dissabte, rāhoroi, literalment significa dia del rentat, un vestigi de la vida colonitzada primerenca quan els conversos maorís reservaven temps el dissabte per rentar els seus blancs per a l'Església el diumenge. Un nom alternatiu comú maori per al dissabte és la transliteració hātarei.
Els quàquers tradicionalment es referien al dissabte com el "Setè dia", evitant l'origen pagan del nom.
Als països escandinaus, dissabte s'anomena lördag, lørdag, o laurdag, el nom deriva de l'antiga paraula laugr /laug (d'aquí el nom islandès Laugardagur), que significa bany, per tant Lördag equival al dia del bany. Això es deu a la pràctica víking de banyar-se els dissabtes. Les arrels lör, laugar, etc., estan relacionades amb la paraula anglesa lye, en el sentit de detergent. Els noms finès i estonià del dia, lauantai i laupäev, respectivament, també es deriven d'aquest terme.
Aquests són alguns dels noms que rep el dissabte en diferents idiomes:
| Idioma                                                              | Nom                                                                    | Significat                                                       |
| ------------------------------------------------------------------- | ---------------------------------------------------------------------- | ---------------------------------------------------------------- |
| Alemany Català Aranès Castellà Francès Italià Portuguès Rus Polonès | Samstag Dissabte [diˈsatte] Sábado Samedi Sabato Sábado Суббота Sobota | Dia del sàbat                                                    |
| Anglès Neerlandès Llatí                                             | Saturday Zaterdag Saturni                                              | Dia de Saturn                                                    |
| Japonès                                                             | 土曜日 / Doyôbi                                                        | Dia de la terra                                                  |
| Suec                                                                | Lördag                                                                 | Dia de banyar-se                                                 |
| Hebreu                                                              | שבת                                                                    | xabbat                                                           |
| Basc                                                                | Larunbata                                                              | Prové de “lauren bat“, quart de lluna -> “Dia de la mitja lluna“ |

## Dissabtes especials
- Dissabte anglès: Dissabte en què es deixa de treballar al migdia.[19]
- Dissabte bord: Dia anterior al d'un festiu que no és diumenge i en què els treballadors deixen de cobrar el seu salari. Per entendre l'etimologia de la paraula cal pensar que una planta borda és aquella que no treu fruits.[19]
- Dissabte de Nadal: Dia anterior a la festa de Nadal.[19]
- Dissabte piadós: Dissabte normal i corrent en què els treballadors reben el seu sou.[20]
- Dissabte sant (Dissabte de Glòria, Dissabte de Pasqua): Dissabte anterior al dia de Pasqua. És un dia assenyalat per a les caramelles.[21]

## Posició a la setmana
L'estàndard internacional ISO 8601 estableix el dissabte com a sisè dia de la setmana. Les tres religions abrahàmiques (judaisme, cristianisme i islam) consideren el dissabte com el setè dia de la setmana. Com a resultat, molts van rebutjar les normes ISO 8601 i continuen utilitzant dissabte com a setè dia.

## Dissabte Sàbat
Per als jueus, els messiànics, els baptistes del setè dia i els adventistes del setè dia, el setè dia de la setmana, conegut com a sàbat (o dissabte per als adventistes del setè dia), s'estén des de la posta del sol divendres fins al dissabte a la nit i és el dia de descans. Les esglésies catòlica romana i ortodoxa oriental distingeixen entre dissabte (sàbat) i el dia del Senyor (diumenge). Altres grups protestants, com els adventistes del setè dia, sostenen que el dia del Senyor és el dissabte, segons el quart manament (Èxode 20:8), i no el diumenge.
| « | Però el setè dia és el dissabte del Senyor, el teu Déu; en ell no faràs cap obra. | » |